# Quarter (EARTHSHAKERのアルバム)
『Quarter』（クォーター）は、EARTHSHAKERの17枚目のオリジナル・アルバム。

## 概要
デビュー25周年を記念した「メモリアル・アルバム」としてリリースされた。
タイトルの「Quarter」には、「25周年」「メンバー4人が集まって初めて100％のシェイカーが完成」という、2つの意味が込められている。
初回生産限定盤には、2007年5月に名古屋で行なわれた公演と、同年12月に日本武道館で行なわれた公演の模様を収録したDVDが付属している。

## 収録曲

### DISC 1 CD（初回限定盤・通常盤共通）
1. 愛の技
  - 作詞・作曲：西田昌史
2. 欠片
  - 作詞：西田昌史、作曲：石原慎一郎
3. 嵐のLIFETIME
  - 作詞：西田昌史、作曲：石原慎一郎
4. 未来図
  - 作詞・作曲：西田昌史
5. QUARTER
  - 作詞：西田昌史、作曲：石原慎一郎
6. K?R?K?R
  - 作詞：西田昌史、作曲：石原慎一郎
7. ロシアンルーレット
  - 作詞：天野月、作曲：石原慎一郎
8. Hello Hello
  - 作詞・作曲：石原慎一郎
9. 雪の季節に
  - 作詞・作曲：甲斐貴之
10. SMI
  - 作詞・作曲：石原慎一郎
11. WILL
  - 作詞：天野月、作曲：石原慎一郎
12. 時空
  - 作詞・作曲：西田昌史

### DISC 2 DVD（初回限定盤のみ）
1. EARTHSHAKER
2. TO・BI・RA
3. 強く咲け
4. RADIO MAGIC
5. MORE
6. T・O・K・Y・O
7. FUGITIVE
8. MORE
9. RADIO MAGIC